# Mirko Jozić
Mirko Jozić (Trilj, 8 de abril de 1940) é um ex-futebolista e treinador de futebol croata. Comandou a seleção de seu país na Copa do Mundo de 2002.
Foi, até o dia 23 de novembro de 2019, o único treinador europeu a lograr-se campeão da Copa Libertadores da América.

## Títulos
Seleção Iuguslava
- Mundial Sub-20: 1987[1]

Colo-Colo
- Campeonato Chileno: 1990, 1991 e 1993
- Copa Libertadores da América: 1991
- Recopa Sul-Americana: 1992
- Copa Interamericana: 1992